# Diabolical Age
Diabolical Age è il terzo album in studio del gruppo black metal norvegese Ragnarok, pubblicato nel 2000.

## Tracce
1. It's War – 7:16
2. Nocturnal Sphere – 8:28
3. Diabolical Age – 7:06
4. Certain Death – 5:16
5. The Heart of Satan – 5:27
6. Devastated Christ – 8:32
7. The Key Is Turned for the 7th Time – 6:12
8. Postludium – 5:54

## Formazione

### Gruppo
- Thyme - voce
- Rym - chitarra
- Jerv - basso
- Jontho P. - batteria

### Altri musicisti
- Jørgen Ø. Andersen - tastiera (traccia 8)